# Střítežská rokle
Střítežská rokle je přírodní památka poblíž obce Hluboká v okrese Chrudim. Spravuje ji Krajský úřad Pardubického kraje. Předmětem ochrany je cenný geologický a geomorfologický útvar a významné rozmnožiště silně ohroženého mloka skvrnitého. Podle výzkumu z roku 2001 se zde v tomto roce vyvíjelo přibližně 1000–1800 larev mloka.